# Theißing (Großmehring)

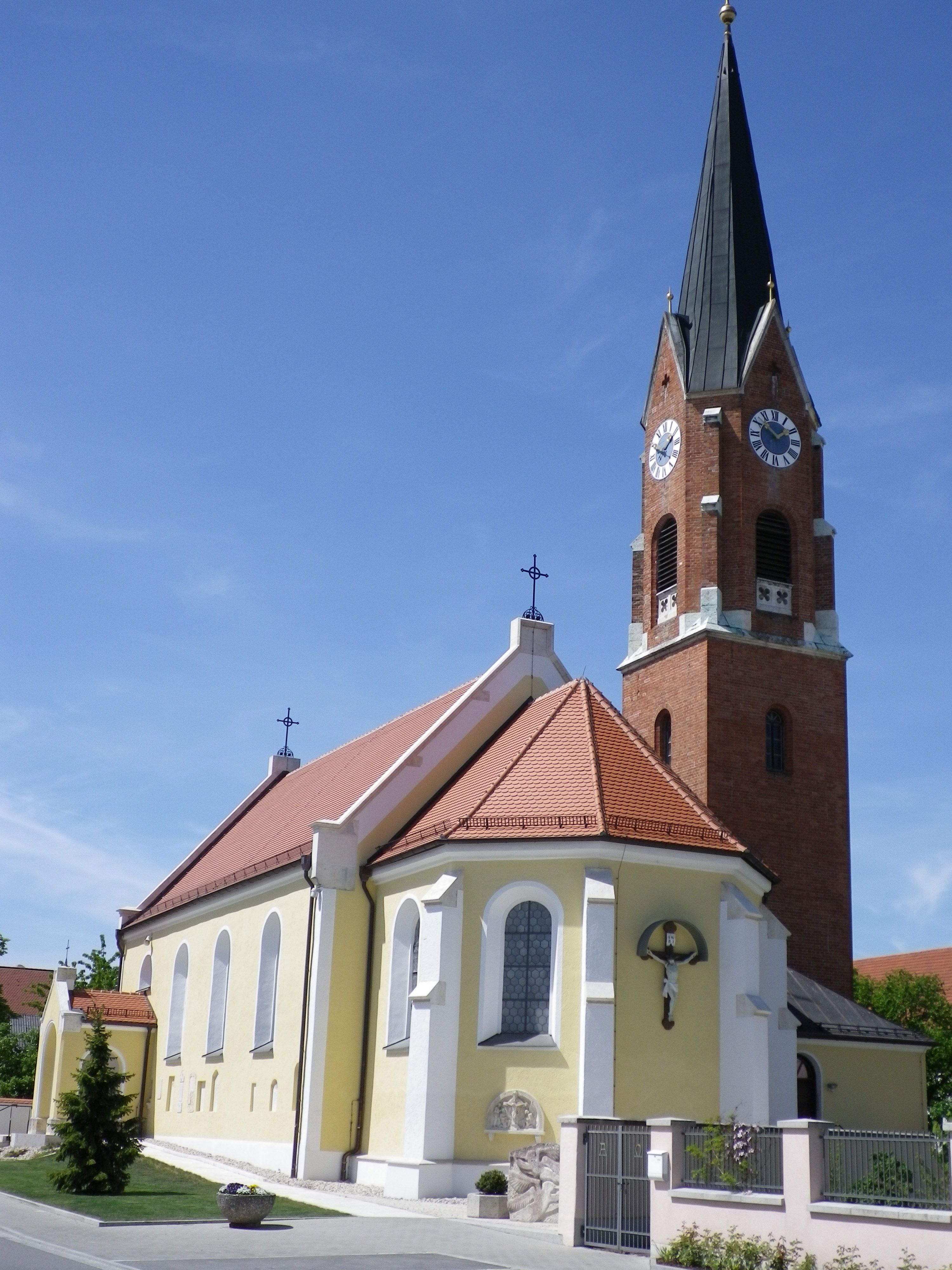
Kirche in Theißing

Theißing ist ein Ortsteil der Gemeinde Großmehring im Landkreis Eichstätt im Regierungsbezirk Oberbayern des Freistaates Bayern. Zu Theißing gehören die Ortsteile Pettling, Straßhausen und Tholbath.

## Lage
Das Pfarrdorf liegt in der Südlichen Frankenalb nordöstlich des Gemeindesitzes Großmehring an der Staatsstraße 2231. Die Dorfflur von 1250 Hektar besteht teilweise aus sehr guten Böden.

## Geschichte

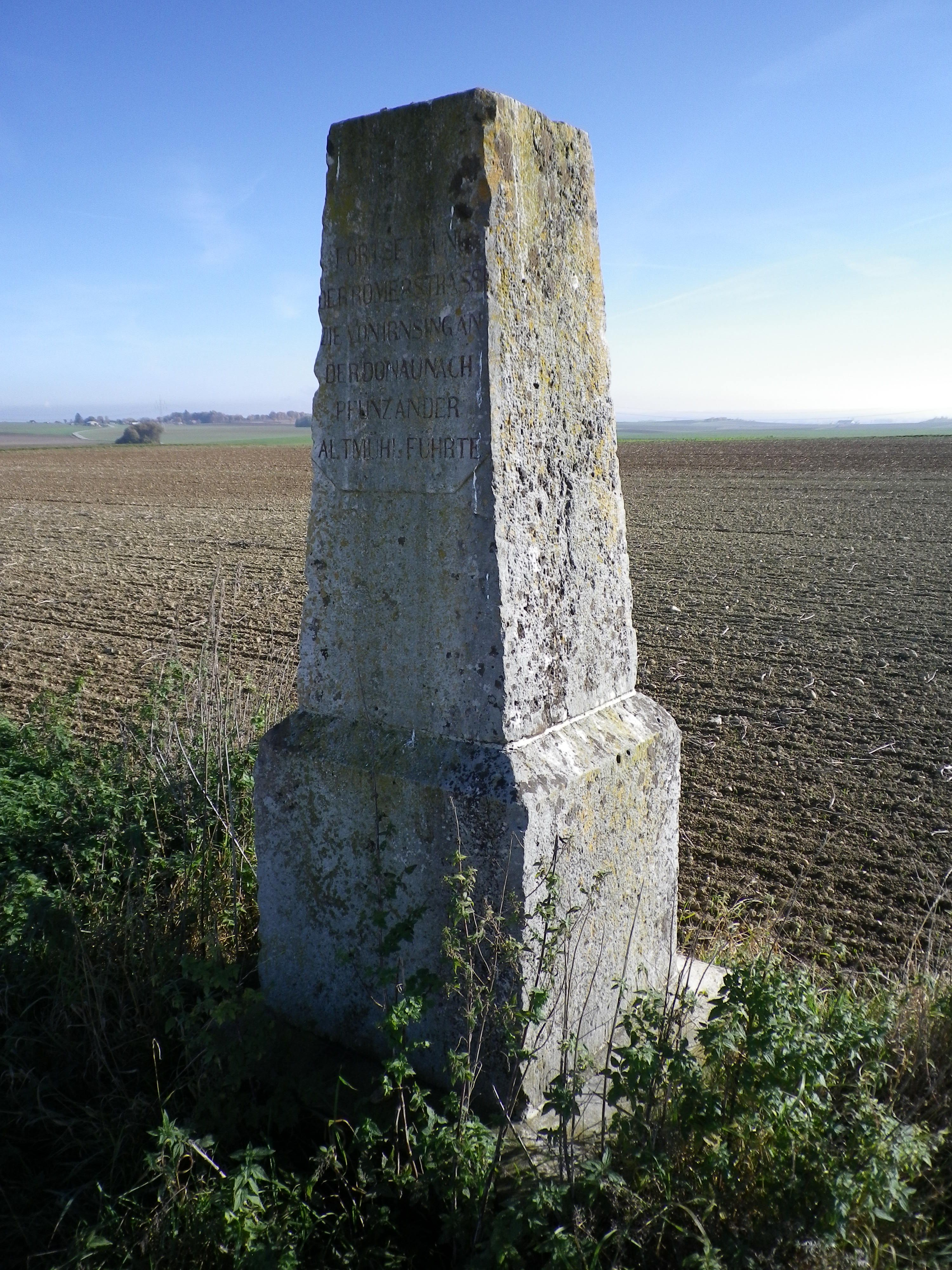
Gedenkstein zur Erinnerung an die Römerstraße

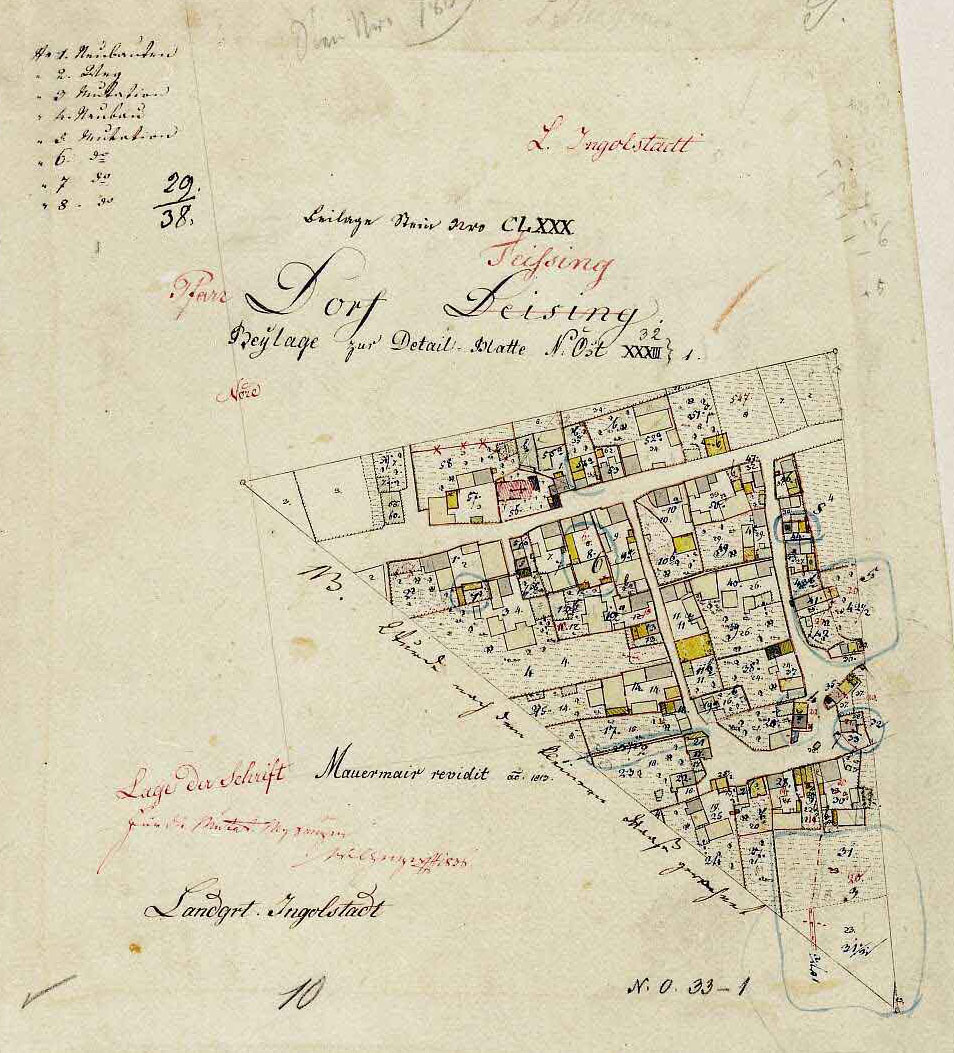
Ortsplan Theißing von 1813

An der durch den Ort ziehenden Römerstraße existierte östlich von Theißing mit dem Leerbuckel ein großes Hügelgrab der Bronzezeit.
Der Ort entstand, wie die Endung „-ing“ vermuten lässt, im Zuge der bajuwarischen Landnahme ab dem 5. Jahrhundert. Vielleicht siedelte hier die Sippe eines „Theuzo“. 1030 schenkte Wolfgoz eine Hofstatt in „Thuizzingia“ dem Kloster hl. Peter in Münchsmünster; wo der Ortsadel seinen genauen Sitz hatte, ist unbekannt. Weitere alte Ortsnamensvarianten sind T(h)eus(s)ingen und T(h)eus(s)ing. Für 1470 ist mit Georg Haller ein erster Pfarrer von Theißing genannt. Das Präsentationsrecht lag beim Kloster Scheyern.
Bis zur Säkularisation 1803 teilten sich den Ort mit seinen 70 Familien acht Grundherren: das Rentamt Vohburg, das Kastenamt Altmannstein, die Kommende Münchsmünster, das Stift St. Emmeram in Regensburg, das Katharinenspital Regensburg, das Benefizium Vohburg, das Kloster Weihenstephan und die Pfarrei Theißing. 1838 hatte der Ort 34 Häuser und 231 Einwohner.
Nach der Säkularisation kam Theißing zum Pflegegericht Altmannstein, dann zum Landgericht Ingolstadt aus dem 1862 das Bezirksamt Ingolstadt hervorging, welches 1939 in Landkreis umbenannt wurde. Mit dem bayrischen Gemeinde-Edikt von 1818 wurde Theißing zur selbständigen Gemeinde erhoben, verblieb bis zu dessen Auflösung (30. Juni 1972) beim Landkreis Ingolstadt und kam dann zum Landkreis Eichstätt. Im Zuge der Gebietsreform in Bayern am 1. Mai 1978 schloss sich die bisherige Gemeinde Theißing der Gemeinde Großmehring an. 1973 gab es bei 261 Einwohnern im Ort 23 landwirtschaftliche Vollerwerbs- und acht Nebenerwerbsbetriebe sowie weitere Betriebe, darunter spätestens seit dem 19. Jahrhundert eine Ziegelei. Zehn Jahre später gab es bei 271 Einwohnern 16 Vollerwerbs- und fünf Nebenerwerbsbetriebe.

Der Gemeindefriedhof wurde 1860 angelegt. Der Ort hatte seit 1903 eine Bahnstation der Bahnstrecke Ingolstadt (Nord) – Riedenburg, der ziemlich weit außerhalb des Ortes in nordwestlicher Richtung lag. Von 1972 bis 1995 wurde die heute stillgelegte Strecke nur noch für den Güterverkehr genutzt. 

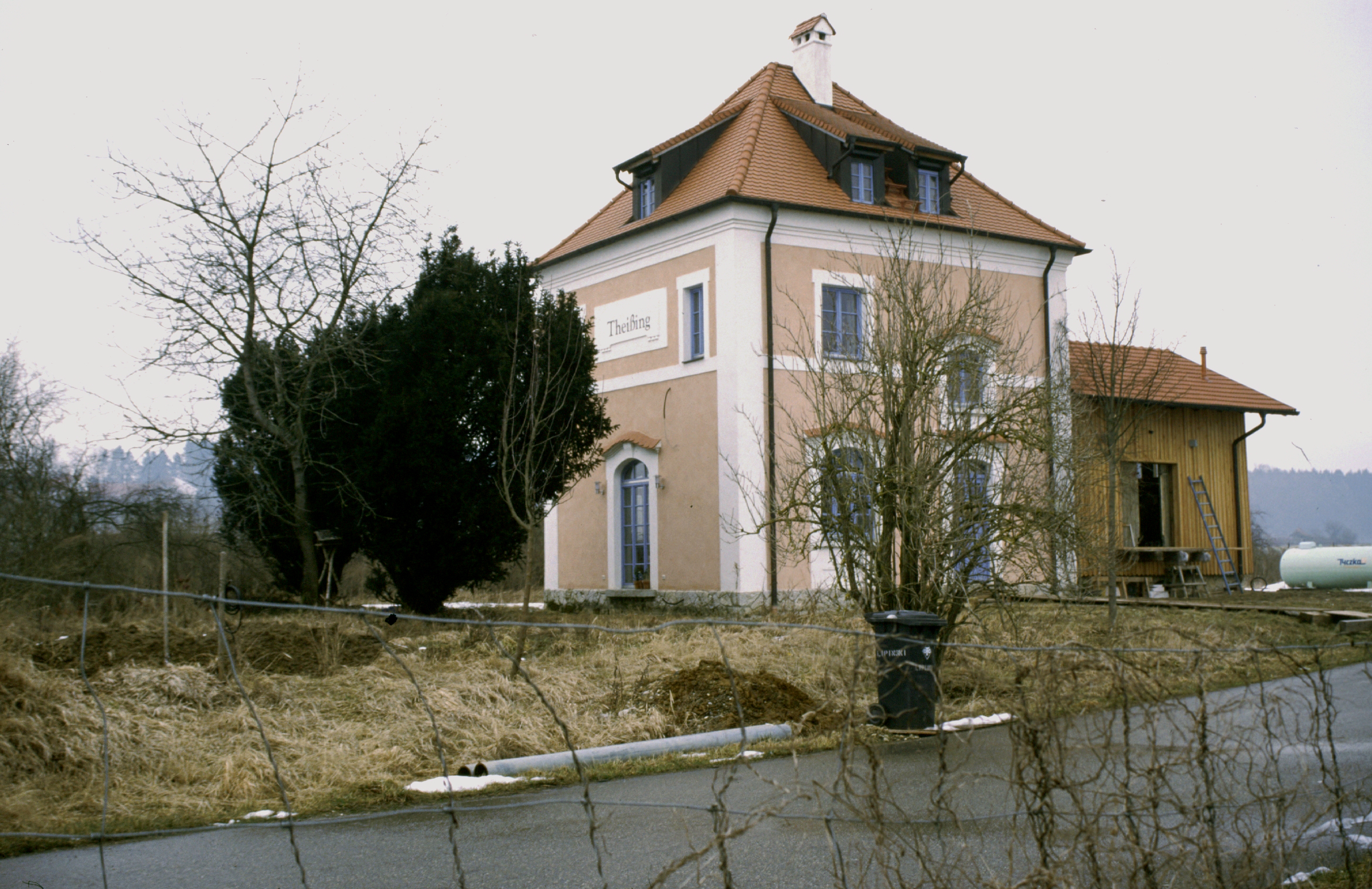
Strecke Ingolstadt – Altmannstein vor dem Abbau 2004

 1996 wurde das Vereinsheim St. Martin in der Ortsmitte eingeweiht.

### Canisiushof
Der nordwestlich von Theißing 1919 angelegte Landes-Obstgarten (als solcher bis 1956) wurde 1966 an das Canisius-Konvikt Ingolstadt verkauft; das weiterhin als Obstbaubetrieb genutzte Areal ist seit 1968 auch ein religiöses Zentrum der Schönstattbewegung („Paralleleheiligtum“ mit Schönstattkapelle und Wallfahrerheim).

### Katholische Pfarrkirche St. Martin
Von dem mittelalterlichen Vorgängerbau ist nur bekannt, dass er 1590 zwei Altäre hatte. Die heutige Kirche St. Martin wurde 1822/23 als Chorturmkirche errichtet; sie wurde 1858/59 um ein neues Presbyterium erweitert. Baustoff waren Ziegel; der unverputzte Kirchturm (Oktogon mit Spitzhelm auf rechteckigem Untergeschoss) wurde bei der Erweiterung 1858 neu gebaut. Im Zuge dieser Erweiterung kamen 1864 die neugotischen Altäre in die Kirche, deren Altarblätter der Münchener Friedrich Hochfelder malte. Zur Ausstattung gehört ferner ein barockes Kreuz mit einer Mater Dolorosa und ein barockes Vortragekreuz.
Im Südwesten Theißings steht seit 1850 eine Lourdeskapelle, die nach einem Brand im Jahr 1900 wiedererrichtet wurde. In den Jahren 2003/04 wurde der 1879 erbaute Pfarrhof saniert; er gilt als eines der schönsten Gebäude im Ort.